# Анталія (1906)
«Анталія» — османський міноносець. Побудований в Італії фірмою «Ансальдо». Один із дев'яти турецьких міноносців типу «Акхісар», побудованих в 1904—1906 роках. Іншими кораблями серії були «Токат», «Анкара», «Альпагот», «Урфа», «Драч», «Кютахья», «Мосул», і «Акхисар». Під час Італо-турецької війни 1911 року був затоплений екіпажем, щоб уникнути захоплення італійцями. Був піднятий і знову введений в експлуатацію. З початком Балканських воєн 1912 року базувався в Превезі. Знову затоплений екіпажем незадовго до взяття Превези грецькими військами. Згодом піднятий греками і введений до складу флоту під назвою «Нікополіс». Списано на злам у 1919 році.

## У складі ВМС Греції
На початку війни наступ основних сил грецької армії було розпочато у Македонії. В цей же час грецький флот блокував турецький флот в протоці Дарданелли.
Грецькій армії в Епірі, що складалася по суті з однієї дивізії і поступалася туркам у співідношенні 1:4, було поставлено завдання стримування. Крім Епірської «армії» Греція також мала в Іонічному морі флот, що складався з різноманітних парусно-парових озброєних плавзасобів поважного віку. Були також 3 малі канонерські човни, побудовані в 1880 році з розрахунком на операції в Амбракійській затоці, яку тоді контролювала Османська імперія.
В ніч з 4 (17) жовтня на 5 (18) жовтня канонерки «α» і «β», під командуванням капітанів Н. Маккаса і К. Бубуліса, ризикуючи бути негайно потопленими артилерією фортеці Превеза, пройшли під носом у турків вузькою протокою (всього лише в 1/2 милі) в Амбракійську затоку. З цього моменту затока опинилася під грецьким контролем, канонерки почали надавати істотну допомогу армії. Екіпаж «Анталії» не наважився атакувати ці дві канонерки.
5 жовтня 1912 року грецька армія розпочала похід в Македонію. Вся увага була прикута до македонського фронту, коли з Епіру стали приходити неочікувані новини: Епірська «армія» почала наступ проти супротивника, що мав тут чотирикратну перевагу.
12 жовтня була звільнена Філіппіада, 21 жовтня було звільнено місто Превеза. При цьому міноносець «Анталія», що знаходився в затоці, але не прийняв бій і сховався від двох грецьких канонерок під захист берегових батарей в Нікополі, розташованому в 6 км від Превези, був затоплений екіпажем, щоб не потрапити в грецькі руки.
Це не завадило грецькому флоту підняти міноносець і ввести його в свій склад під ім'ям «Нікополіс». Міноносець служив у складі грецького флоту до 1919 року. У 1919 році був проданий на брухт.